# کوریتنیک
کوریتنیک (به لاتین: Koritnik) یک کوه در آلبانی است که در کوزوو واقع شده‌است. کوریتنیک ۲٬۳۹۶ متر بالاتر از سطح دریا واقع شده‌است.